# Żaklin Nastić
Żaklin Nastić z domu Grinholc (ur. 29 stycznia 1980 w Gdyni) – polsko-niemiecka polityk, w latach 2017-2025 deputowana do Bundestagu, związana początkowo z Die Linke, a następnie z Sojuszem Sahry Wagenknecht.

## Życiorys
W 1990 roku wraz z rodziną wyjechała z Polski do Hamburga. W 2000 zdała egzamin maturalny, a następnie rozpoczęła studia na kierunku slawistyka. Nastić posiada podwójne obywatelstwo: polskie i niemieckie. Ma pochodzenie polskie, niemieckie, kaszubskie i żydowskie. 
W 2008 roku wstąpiła do Die Linke. W latach 2011–2017 była radną okręgu Eimsbüttel. W 2017 zastąpiła w parlamencie krajowym Hamburga, Inge Hannemann, która zrezygnowała z mandatu. W tym samym roku z list Die Linke dostała się Bundestagu. Utrzymała mandat także w wyborach w 2021.
Jest wiceprzewodniczącą niemiecko-polskiej grupy parlamentarnej Bundestagu. Została ekspertką klubu parlamentarnego Die Linke ds. praw człowieka. W 2024 znalazła się w gronie współzałożycieli Sojuszu Sahry Wagenknecht i zrezygnowała z członkostwa w Die Linke.